# Betsy Palmer
Patricia Betsy Hrunek (East Chicago, 1 de novembro de 1926 — Danbury, 29 de maio de 2015), mais conhecida por seu nome artístico Betsy Palmer, foi uma atriz norte-americana de teatro, cinema e televisão. Estudou no Actors Studio e começou sua carreira artística atuando em peças teatrais menores. Após mudar-se para Nova Iorque, no início da década de 1950, passou a ser frequentemente escalada para telesséries dramáticas de antologia, a maioria das quais transmitidas ao vivo. Além disso, desempenhou posteriormente vários papéis coadjuvantes na Broadway e no cinema.
Atuou em filmes como Mister Roberts (1955), Queen Bee (1955), The Tin Star (1957) e The Last Angry Man (1959), todos indicados ao Oscar. A partir da década de 1960 até 2001, participou de dezenas de produções televisivas, incluindo séries, telefilmes, e programas de variedades como Today Show e concursos de televisão, além de continuar atuando no teatro. Tornou-se um rosto familiar para as novas gerações em 1980, quando apareceu no notório filme de terror Friday the 13th, no qual interpretou Pamela Voorhees, a mãe de Jason, provavelmente o papel pelo qual é mais conhecida.

## Primeiros anos e educação
Palmer nasceu Patricia Betsy Hrunek em 1 de novembro de 1926, em East Chicago, Indiana, filha de Marie Love Hrunek e Vincent Rudolph Hrunek, um químico industrial que imigrou da Tchecoslováquia aos dezoito anos. Antes de se casar, a mãe da atriz fundou a instituição de ensino superior East Chigago Business College, a qual também presidiu e onde lecionou por muitos anos. A família mudou-se para Hessville, um bairro em Hammond, onde Betsy frequentou a Harding Elementary School. Na infância, seus professores a encorajavam a participar de peças na escola. Formou-se na Roosevelt High School de East Chicago em 1944 e depois frequentou por um breve período a East Chicago Business College. Após a formatura, trabalhou como estenógrafa e secretária na empresa ferroviária B&O Railroad. Ela disse ter odiado esse emprego, pois a deixava trancada em um escritório, isolada das pessoas.
A pedido da mãe, Betsy dirigiu-se ao YWCA de Chicago para fazer um teste de aptidão, o qual indicou que ela possuía talento para as artes e deveria fazer algo que envolvesse as pessoas. Algum tempo depois, seu pai recebeu em casa a visita de um colega de trabalho. Esse homem e sua esposa haviam tentado sucesso como atores em Nova Iorque e ele recomendou a Betsy que procurasse estudar com Dr. Itkin, um professor que havia trabalhado no renomado Teatro de Arte de Moscou. Decidida a ter aulas com Itkin, Betsy frequentou uma das instituições em que ele lecionava, a Saint Paul University, tendo que inicialmente trabalhar como vendedora de sapatos durante o dia e estudar à noite. Em 1949, ela graduou-se em teatro pela Goodman School of Drama da DePaul University (na época, a escola de teatro pertencia ao Instituto de Arte de Chicago). Após a graduação, Betsy estudou no Actors Studio de Nova Iorque, do qual se tornou membro vitalício.

## Carreira

### 1951–1953: Primeiras atuações no teatro e na televisão
Betsy começou a atuar profissionalmente na cidade de Lake Geneva, Wisconsin, em peças teatrais apresentadas na temporada de verão com elenco formado por jovens atores recém-formados. Algum tempo depois, entrou para uma equipe de onze artistas que trabalhavam numa pequena casa de ópera em Woodstock, Illinois, onde conheceu o então iniciante Paul Newman. Betsy decidiu mudar de nome por concluir que "'Hrunek', com sua consoante dupla, não era nome para uma atriz". Consultando a lista telefônica, ela e a mãe chegaram ao sobrenome "Palmer", que concordaram ser aliterativo a Patricia. Em Nova Iorque, ela passou a se apresentar como Pat Palmer, porém, descobriu que esse nome artístico já era usado por outra atriz, esposa de Jerry Lewis na época. Assim, Palmer decidiu assinar com seu nome do meio, Betsy.
Durante uma apresentação teatral em Chicago, Palmer contracenou com Imogene Coca, que a encorajou a se mudar para Nova Iorque. Ela economizou 400 dólares e mudou-se para lá junto com sua amiga Sasha Igler, que trabalhava em uma agência de publicidade. Com menos de uma semana em Manhattan, conseguiu em 1951 seu primeiro papel na televisão, quando entrou para o elenco da soap opera Miss Susan. Como a série era transmitida diariamente ao vivo, sem gravações nem videoteipe, o elenco inteiro precisava viajar de trem todos os dias de Nova Iorque até a Filadélfia, onde o programa era produzido. Ela foi "descoberta" para esse papel enquanto participava de uma festa no apartamento do ator Frank Sutton, que era casado com Toby Igler, irmã da colega de quarto de Palmer, Sasha.
Nessa época, Palmer apareceu em vários episódios de outras telesséries dramáticas transmitidas ao vivo, entre eles "Sentence of Death" (de Studio One) e "Death Is My Neighbor" (da série Danger), ambos exibidos na CBS em 1953 e nos quais contracenou com James Dean. Nesse mesmo ano, em outro episódio de Studio One, contracenou com Jackie Cooper e E.G. Marshall. Ainda em 1953, ela desenvolveu o papel de Virginia na montagem da peça Marty, de Paddy Chayefsky, aclamada pela crítica e originalmente apresentada no formato teleteatro (teatro transmitido pela televisão) e posteriormente adaptada em longa-metragem. Palmer também interpretou no palco a personagem-título de Maggie, uma adaptação musical de William Roy para a peça What Every Woman Knows, de James M. Barrie.

### 1955–1976: Cinema, televisão e apresentações na Broadway

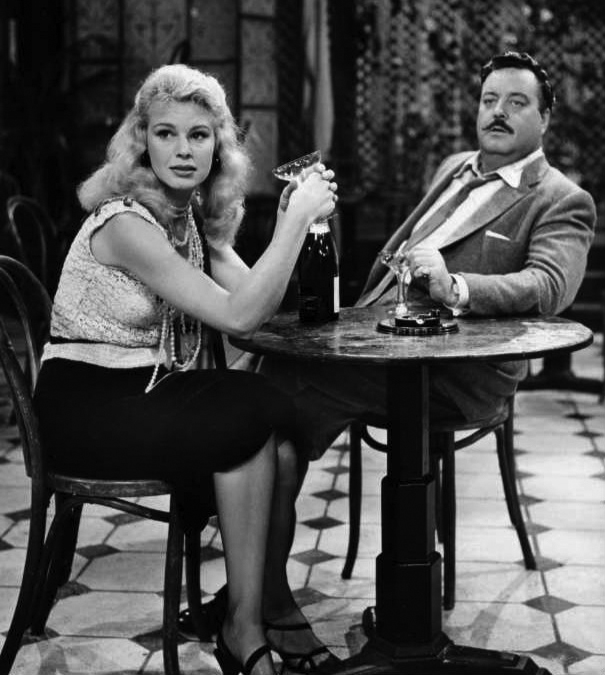
Palmer e Jackie Gleason em cena de The Time of Your Life (1958), versão televisiva da peça teatral homônima de William Saroyan, transmitida ao vivo.

A atriz participou de seus primeiros trabalhos cinematográficos em 1955. Em janeiro daquele ano, apareceu como Gloria em Death Tide, drama criminal sobre um roubo de diamantes em alto-mar. Em fevereiro, estreou The Long Gray Line, comédia dramática dirigida por John Ford na qual ela interpretou Kitty Carter, contracenando com Tyrone Power e Maureen O'Hara. Palmer disse ter "amado" trabalhar com Ford. Em julho, foi lançada a comédia Mister Roberts, também dirigida pelo cineasta e ambientada nos últimos dias da Segunda Guerra Mundial, na qual ela fez o papel da Tenente Ann Girar, uma enfermeira da Marinha e interesse amoroso do personagem de Jack Lemmon. Durante as filmagens, começou a achar que Ann "pareceria lésbica" por sua caracterização "muito butch", ao que Ford disse: "Palmer, apenas cale a boca e faça do jeito que estou mandando". Além de Lemmon, ela também contracenou nesse filme com Henry Fonda, James Cagney e William Powell; o longa-metragem foi indicado a dois Oscars, vencendo na categoria de Melhor ator coadjuvante (Lemmon).
Seu terceiro lançamento em 1955 foi o drama Queen Bee, que estreou em novembro e também recebeu duas indicações ao Oscar. Na trama, ela desempenhou o papel de Carol Lee Phillips, cunhada de Eva Phillips, a protagonista dominadora interpretada por Joan Crawford e com quem mantém uma relação bastante conflituosa. Em 1957, Palmer estrelou ao lado de Anthony Perkins e novamente com Fonda em The Tin Star, uma produção da Paramount Pictures que se tornou um dos poucos filmes de faroeste de baixo orçamento a receber uma indicação ao Oscar de melhor roteiro original, sendo hoje considerado um importante clássico desse gênero. Ela interpretou Nona Mayfield, uma jovem mãe viúva que se envolve com Morgan Hickman, um forasteiro caçador de recompensas interpretado por Fonda, e precisa proteger a si mesma e a seu pequeno filho de ataques racistas no vilarejo onde vive, uma vez que seu falecido marido era indígena.
Em 1958, ela fez o papel de Kitty Duval, uma prostituta que sonha em ter uma vida melhor, em The Time of Your Life, versão televisiva da peça teatral homônima escrita por William Saroyan em 1939 e vencedora do Prêmio Pulitzer; a produção, estrelada por Jackie Gleason, foi ao ar ao vivo como um episódio da telessérie de antologia Playhouse 90. Nesse mesmo ano, apareceu no papel principal de Phyllis Carter / Lynn Stuart no drama biográfico e criminal The True Story of Lynn Stuart, coestrelado por Jack Lord e último trabalho dirigido por Lewis Seiler; o filme dramatiza a história real de uma dona de casa da cidade californiana de Santa Ana que voluntariou-se como informante disfarçada da divisão de narcóticos do departamento de polícia local e contribuiu para várias condenações por drogas na década de 1950.

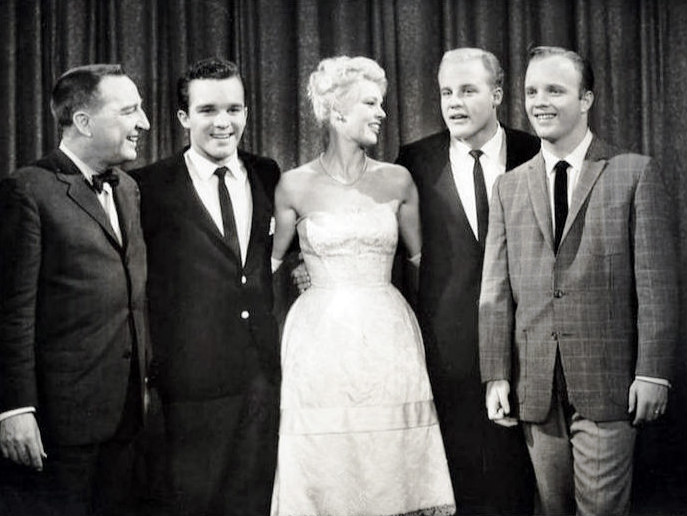
A artista no concurso televisivo I've Got a Secret, com o apresentador Garry Moore (primeiro à esquerda) e três dos filhos de Bing Crosby (1961).

A partir de 1958, Betsy se tornou um rosto familiar na televisão norte-americana ao trabalhar por aproximadamente um ano no jornalístico Today Show, transmitido pela NBC, tornando-se assim uma "Today Show Girl", como eram chamadas na época as apresentadoras do programa. Também participou como jurada regular do concurso de televisão I've Got a Secret, exibido pela CBS, no qual ela somou quase 200 aparições. Apresentado por Garry Moore, o programa consistia em quatro jurados que faziam várias perguntas aos convidados a fim de determinar uma peculiaridade oculta sobre eles (dois convidados, por exemplo, afirmaram ser campeões mundiais em cuspir sementes de melancia), além de exibir quadros de pegadinhas. Palmer se juntou à equipe entre 1957 e 1958 (algumas fontes indicam ter sido antes), substituindo a apresentadora Faye Emerson, e permaneceu até o final da versão original da atração em 1967, o que a tornou conhecida pela geração baby boomer.
No longa-metragem The Last Angry Man, drama lançado em 1959 e indicado a dois Oscars, Palmer interpretou Anna Thrasher, a preocupada esposa de Woodrow Thrasher, um produtor de televisão que fica obcecado pela história de Sam Abelman, um médico altruísta capaz de arriscar a própria vida para ajudar os necessitados de um bairro pobre de Nova Iorque. Nesse filme, ela estrelou ao lado de Paul Muni (em sua última aparição no cinema) e David Wayne. Após The Last Angry Man, Betsy fez uma pausa em sua carreira cinematográfica e só voltou a aparecer novamente em um filme duas décadas depois, em Friday the 13th (1980). Em 1969, ela tornou-se apresentadora do talk show matinal Girl Talk, transmitido por redifusão em todo o território dos Estados Unidos desde 1962, e permaneceu no comando do programa até 1970.
Palmer participou de sete produções da Broadway, substituindo outras atrizes em algumas ocasiões, notavelmente Lauren Bacall em Cactus Flower (1967) e Ellen Burstyn em Same Time, Next Year (1977). Em 1965, destacou-se por sua atuação em uma montagem revivalista do musical South Pacific (1949), composto por Richard Rodgers e Oscar Hammerstein II, e em 1976 foi escolhida por Tennessee Williams para interpretar a protagonista Alma Winemiller em The Eccentricities of a Nightingale. Essa peça era uma releitura do drama sensual Summer and Smoke (1948), também de Williams, sobre o despertar sexual de uma mulher frustrada do Sul dos Estados Unidos que vive em conflito com seu pai religioso e autoritário. Encerrada após 24 apresentações, a montagem tornou-se um fracasso comercial. Apesar disso, Clive Barnes, na época o principal crítico teatral do The New York Times, elogiou a peça e sua atriz principal: "Betsy Palmer dificilmente faz o tipo recatada e isso torna sua tarefa inicial bastante difícil, porém, seu desajeitamento agitado e seus medos frenéticos logo fazem sentido e ela é magnífica em sua paixão desordenada e sinceridade dolorosa".

### 1980–1999:Friday the 13the trabalhos posteriores
Em 1980, Palmer voltava de uma apresentação em Nova Iorque, às cinco da manhã, quando sua Mercedes-Benz parou de funcionar na rodovia para sua casa em Connecticut. Então, ela resolveu trocar o veículo e sua filha sugeriu que ela adquirisse um Volkswagen Scirocco, o qual custava 10 000 dólares. Algum tempo depois, Palmer recebeu uma oferta de 1 000 dólares diários por 10 dias de trabalho nas locações de um acampamento da Boy Scouts of America em Nova Jérsei, onde estava em produção um novo filme de terror, Friday the 13th, dirigido por Sean S. Cunningham. Assim, para financiar a compra do novo carro, ela aceitou participar do projeto. Lançado em 1980, o longa-metragem foi um sucesso financeiro e originou uma série homônima de filmes slasher, tornando Palmer conhecida pelas novas gerações.
Em Friday the 13th, a atriz interpretou Sra. Voorhees, a mãe de Jason Voorhees, personagem que viria a se tornar o principal antagonista nas sequências e uma das figuras mais reconhecíveis do cinema de terror. Ela contou, em uma entrevista, que sua reação inicial à experiência foi: "Que merda! Ninguém nunca vai ver essa coisa." Apesar de sua aversão pelo filme, Betsy relutantemente consentiu uma breve participação em Friday the 13th Part 2. Também reapareceu em seu papel na terceira e na quarta parte da série, lançadas respectivamente em 1982 e 1984, em filmagens de arquivo dos dois primeiros longas. Posteriormente, ela acabou aceitando e celebrando sua participação na franquia e comentou: "Eu fui burra, Friday the 13th é um excelente filme. Agora sou chamada de Rainha dos Slashers e ele foi o primeiro dos filmes [desse subgênero]".
Em fevereiro de 1982, Palmer entrou para o elenco fixo de As the World Turns, uma soap opera diurna transmitida pela CBS, interpretando Suz Baker; na trama, a personagem era uma divorciada incentivadora da solteirice. Entre janeiro de 1989 a novembro de 1990, apareceu em 29 episódios de Knots Landing, série do mesmo formato exibida pela CBS no horário nobre, no papel de Virginia "Ginny" Bullock, tia da protagonista Valene, interpretada por Joan Van Ark. No teatro, continuou se apresentando em várias companhias regionais e turnês nacionais em meados da década de 1990. Atuou em 1996 na produção de On Golden Pond, uma peça de Ernest Thompson cuja montagem foi realizada no Mayfield Dinner Theatre em Edmonton, Alberta, sendo esta considerada a última atuação de destaque da artista nos palcos. No cinema, ela apareceu em Unveiled, um thriller de 1994, e voltou a participar de uma produção de horror no filme The Fear: Halloween Night, lançado em 1999.

### 2002–2009: Últimos trabalhos cinematográficos
Em 2002, Palmer dublou a personagem-título, o fantasma de uma bruxa, no filme de terror Bell Witch: The Movie, lançado cinco anos depois. Foi convidada a reinterpretar a Sra. Voorhees em Freddy vs. Jason (2003) e concordou em retornar, mas acabou recusando a proposta após receber uma oferta de salário surpreendentemente baixa. Em 2005, por volta dos 79 anos, atuou no curta-metragem de terror Penny Dreadful como Trudie Treadwell, uma vidente que tenta ajudar um casal que se mudou para uma casa supostamente assombrada; coincidentemente, ela contracenou com Warrington Gillette, intérprete de Jason no segundo filme da série Friday the 13th.
Aos 80 anos, a atriz interpretou uma paciente de uma casa de repouso na comédia Waltizing Anna, lançada em 2006, sendo este o último filme no qual apareceu em tela. Nesse mesmo ano, ela foi tema do documentário Betsy Palmer: A Scream Queen Legend, como parte da publicidade para o lançamento de Bell Witch: The Movie (2007). Uma de suas últimas aparições públicas foi no dia 15 de outubro de 2009 em um evento no Avon Theatre, uma sala de cinema independente em Rhode Island, no qual apresentou Friday the 13th durante uma exibição especial e posteriormente subiu ao palco para uma sessão de perguntas e respostas com o público.

## Imagem pública

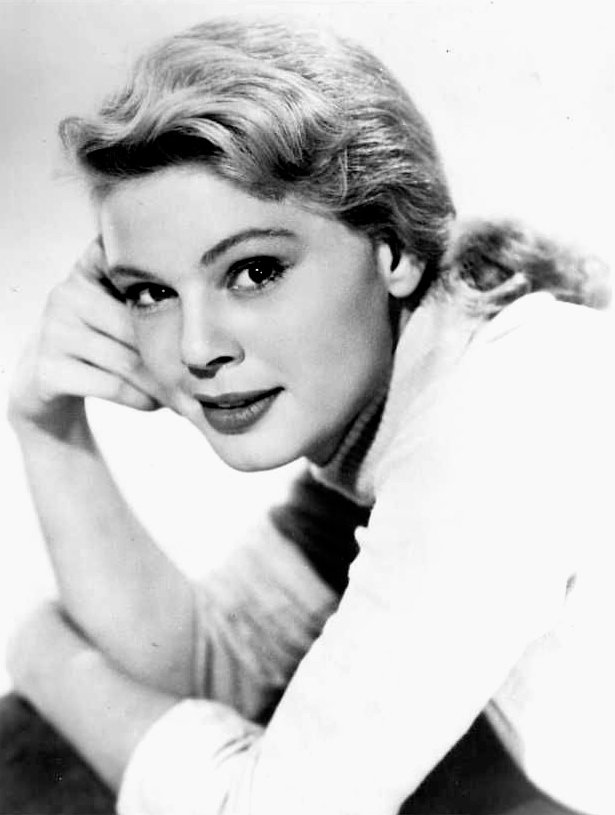
Palmer em 1958, em foto de divulgação da telessérie The United States Steel Hour.

Na indústria do entretenimento, Palmer tinha um apelo de girl next door que a tornava perfeita para interpretar papéis de "mulheres aterrorizadas em perigo". Apesar desse arquétipo ao qual costumava ser associada, ela afirmou ao The New York Times, ainda em 1956, que evitava cuidadosamente o risco de ficar marcada por um único tipo de papel, como quando rejeitou um roteiro cinematográfico enviado por um estúdio. Ela disse ao jornal: "Eu li o roteiro e decidi que a televisão fazia muito mais sentido para mim. O filme era um faroeste no qual eu deveria ter olhos azuis assustados o tempo todo. Isso é realmente o que dizia no script — olhos azuis assustados. Não me agradou nem um pouco".
A atriz comentou que, após Friday the 13th ter sido lançado e feito sucesso instantâneo com o público, especialmente entre os adolescentes, muitos críticos ficaram indignados por ela ter abandonado sua "imagem de marca registrada" e feito um papel tão diferente. Gene Siskel, crítico cinematográfico do Chicago Tribune e que apresentava com Roger Ebert um programa de televisão de grande audiência sobre crítica de cinema, foi um dos mais furiosos. Palmer relembrou: "[Siskel] se perguntava como eu poderia decepcionar tanto o meu público ao interpretar aquela assassina. E disse a seus leitores e espectadores para me escreverem expressando seu descontentamento e divulgou meu endereço residencial. Felizmente, ele havia fornecido por engano meu antigo endereço na Califórnia, então nunca recebi uma única carta".
Durante vários anos, Palmer evitou ser associada ao cinema de terror. Como afirmou em entrevista, tudo que ela queria na época era ser reconhecida como uma atriz dramática, não como uma apresentadora de concursos de televisão tampouco uma intérprete de filmes do referido gênero. Embora admitisse que "duas gerações inteiras" não saberiam seu nome se não fosse por Friday the 13th, ela tentava renegar e ignorar o longa-metragem e, até o início da década de 2000, considerava The Last Angry Man (1959) como o filme mais recente do qual havia participado. Contudo, em seus últimos anos, Palmer passou a valorizar o aspecto cult da série e começou a participar de convenções sobre filmes de terror e a aparecer em documentários televisivos sobre a franquia. Em entrevista de 2009, ela declarou: "Eu amo isso! Você sabe que estarei morta e enterrada e continuarei viva por meio desses filmes malucos".

## Vida pessoal

### Relacionamentos e família
Palmer namorou James Dean. Eles se conheceram em agosto de 1953, enquanto trabalhavam no episódio "Death Sentence" da telessérie dramática Studio One, transmitida ao vivo. O relacionamento durou cerca de nove meses, antes do casamento de Palmer no ano seguinte e da trágica morte de Dean dois anos depois, em 1955. A atriz relembrou em uma entrevista concedida em 2009: "Éramos dois jovenzinhos de Indiana. (...) E engatamos um namoro, eu cozinhava para ele e, você sabe, éramos simplesmente companheiros. A carreira dele no cinema não havia começado naquele momento. A minha carreira tinha acabado de começar. Então foi isso".
Em 1954, Palmer casou-se com Dr. Vincent J. Merendino, um ginecologista-obstetra de Nova Iorque. Em 1971, após estrelar a peça A Doll's House, de Ibsen, ela se divorciou de Merendino, inspirada pelo enredo da peça, encerrando uma união de quase duas décadas. A atriz comentou que optou pelo divórcio por não haver compatibilidade conjugal: "Nós nos casamos pelos motivos errados. Eu casei com um médico e ele com uma atriz". Com Vincent, Betsy teve sua única filha, Melissa Merendino, nascida em 1962 e que também seguiu carreira artística. No final dos anos 1970, Palmer morou em Connecticut, mas residiu a maior parte dos últimos 20 anos de sua vida em Nova Iorque; ela também passava parte do tempo em sua outra casa na cidade de Sedona, no Arizona.

### Perspectivas e filantropia
Betsy aderiu ao vegetarianismo durante parte de sua vida. Em 2007, ela comentou: "parei de comer carne em 1971 quando desisti do casamento". Em 2010, escreveu o prefácio de um livro de culinária de Philip Potempa, jornalista do Times of Northwest Indiana, compartilhando também as receitas vegetarianas favoritas dela e colaborando com fotos e um capítulo inteiro dedicado às memórias de Indiana (sua região natal) e os destaques de sua carreira. Ainda na época de seu divórcio, afirmou ter "entregado sua vida a Deus" e experimentado "uma nova paz"; ela afirmou: "Foi como se Deus tivesse me acolhido em casa. Comecei a ver que ficaria tudo bem se Deus assumisse o controle". Questionada em 2014 se acreditava em fenômenos sobrenaturais ou psíquicos, declarou: "Sim, gosto disso. Acredito convictamente que tudo está lá fora da maneira que deveria ser. E gosto de ler livros sobre esse outro aspecto — detesto usar a palavra 'espiritual' porque ela é mal utilizada — do que realmente somos".
Palmer atuou em várias instituições de caridade. No Exército da Salvação, ela serviu no Conselho Consultivo da Grande Nova Iorque, liderando a Divisão Feminina. A respeito da empenho da artista, uma recomendação formal da organização reconheceu "seu compromisso ativo de tempo, talento e recursos para ajudar os necessitados da área de Nova Iorque" e "seu calor de personalidade e graça, que a tornou um destaque em todas as fases da indústria do entretenimento". Em Indiana, ela participou, a partir de 2005, de vários eventos em benefício da Unidade de Cuidados Paliativos da Área de Calumet em Munster, sendo nomeada membro honorário da instituição. Jane Langendorff, representante da organização, declarou: "Não consigo pensar em ninguém que seja melhor exemplo do espírito humano do que Betsy Palmer".

### Morte
Em 2012, Palmer retornou de Nova Iorque, onde estava morando há mais de vinte anos, para Connecticut, onde já havia residido no final da década de 1970. Ela optou pela mudança para morar perto de sua filha, Melissa. Três anos depois, no dia 29 de maio de 2015, a atriz morreu aos 88 anos. A morte de Palmer foi anunciada dois dias depois por Brad Lemack, seu empresário de longa data, que comunicou à Associated Press que ela morreu de causas naturais em um centro de cuidados paliativos perto da casa da artista em Danbury, Connecticut. O corpo de Plamer foi cremado e suas cinzas foram entregues a seus familiares.

## Prêmios, indicações e reconhecimentos
Sucesso de bilheteria, mas recebido com críticas negativas quando lançado, Friday the 13th rendeu a Palmer uma indicação ao Framboesa de Ouro em 1981, na categoria de Pior atriz coadjuvante. Todavia, o filme e a personagem Pamela Voorhees continuaram ganhando admiradores ao longo das décadas e, em 2004, a Sideshow Collectibles lançou a primeira figura de ação de Palmer caracterizada como a personagem. O reconhecimento pela participação em uma produção de horror veio em 2006, quando ela venceu o Claw Award de Melhor Atriz no Terror Film Festival da Filadélfia, por sua atuação no curta-metragem Penny Dreadful.
Em 1985, Palmer foi homenageada em sua cidade natal, East Chicago, com o "Dia de Betsy Palmer", ocasião em que foi presenteada com a chave da cidade pelo prefeito Robert Pastrick. Em 2005, a New England Theatre Conference concedeu-lhe o prêmio principal da instituição (Major Award) como reconhecimento por seu trabalho no teatro e, em 2013, ela foi introduzida ao South Shore Wall of Legends, uma honraria concedida às personalidades da região do noroeste de Indiana que se destacaram em diferentes áreas. Na época, a atriz não compareceu a cerimônia, mas enviou uma carta ao evento, afirmando:
Todo ator espera ser reconhecido nos grandes circuitos, Hollywood ou Nova Iorque. Com certeza eu já esperei por isso. Mas não há nada que supere ser reconhecida por sua própria cidade natal. Oscars, Emmys, Tonys, são todos ótimos. Mas ficarei feliz e orgulhosa por assumir o South Shore Wall of Legends em vez de tudo isso. Posso ter 87 anos, mas esta garota ainda não acabou. Obrigada por me honrarem. Obrigada por me incluírem.
Em junho de 2015, alguns dias após a morte da atriz, a National Entertainment Collectibles Association (NECA) prestou-lhe um tributo, lançando um pacote especial temático de Friday the 13th com duas figuras de ação representando Pamela e seu filho Jason Voohrees conforme a caracterização dos personagens no filme de 1980. O ator e músico Ari Lehman, que interpretou Jason no longa-metragem e se tornou amigo de Palmer vários anos após as filmagens, apresentou o produto, comentando:
Betsy honrou a todos nós com uma vida inteira de excelente trabalho e dedicação. Pessoalmente, ela fez com que todos se sentissem especiais e importantes, e ela é minha inspiração pessoal. (...) O pacote Friday the 13th da NECA é um tributo adequado a esta Grande Atriz Americana, cujos personagens poderosos exalaram uma confiança que iluminou a tela e eletrizou o público. Betsy Palmer será sempre lembrada por sua brilhante representação da protagonista original de Friday the 13th; a Sra. Pamela Voorhees e o jovem Jason Voorhees na icônica cena final causaram uma impressão tão duradoura nos cinéfilos que hoje em dia se tornaram personagens americanos mitológicos.

## Filmografia

### Cinema
| Ano  | Título                             | Papel                        | Notas                                        | Ref.   |
| ---- | ---------------------------------- | ---------------------------- | -------------------------------------------- | ------ |
| 1955 | Death Tide                         | Gloria                       |                                              | [ 24 ] |
| 1955 | The Long Gray Line                 | Kitty Carter Sundstrom       |                                              | [ 26 ] |
| 1955 | Mister Roberts                     | Tenente Ann Girard           |                                              | [ 27 ] |
| 1955 | Queen Bee                          | Carol Lee Phillips           |                                              | [ 28 ] |
| 1957 | The Tin Star                       | Nona Mayfield                |                                              | [ 29 ] |
| 1958 | The True Story of Lynn Stuart      | Phyllis Carter / Lynn Stuart |                                              | [ 33 ] |
| 1959 | It Happened to Jane                | Ela mesma                    |                                              | [ 69 ] |
| 1959 | The Last Angry Man                 | Anne Thrasher                |                                              | [ 35 ] |
| 1980 | Friday the 13th                    | Pamela Voorhees              | Também referida como Sra. Voorhees           | [ 38 ] |
| 1981 | Friday the 13th Part 2             | Pamela Voorhees              | Também referida como Sra. Voorhees           | [ 15 ] |
| 1982 | Friday the 13th Part 3             | Pamela Voorhees              | Filmagens de arquivo                         | [ 36 ] |
| 1984 | Friday the 13th: The Final Chapter | Pamela Voorhees              | Filmagens de arquivo                         | [ 36 ] |
| 1994 | Unveiled                           | Eva                          |                                              | [ 46 ] |
| 1999 | The Fear: Halloween Night          | Mams                         | Título alternativo: The Fear 2: Resurrection | [ 47 ] |
| 2005 | Penny Dreadful                     | Trudie Tredwell              | Curta-metragem                               | [ 50 ] |
| 2006 | Waltzing Anna                      | Anna Rhoades                 | Última atuação em um filme                   | [ 52 ] |
| 2006 | Betsy Palmer: Scream Queen Legend  | Ela mesma                    | Documentário                                 | [ 54 ] |
| 2007 | Bell Witch: The Movie              | Bruxa dos Bell               | Último filme lançado                         | [ 48 ] |

### Televisão
De 1951 a 2001, Palmer apareceu em dezenas de programas transmitidos pelas redes CBS, NBC, ABC e pelo sistema de sindicação dos Estados Unidos; também participou de uma produção do Disney Channel (Still Not Quite Human) e de uma série da Fox (Freaky Links). Algumas dessas atrações estão relacionadas a seguir:
| Ano       | Título                          | Papel                    | Notas                                                     | Ref.   |
| --------- | ------------------------------- | ------------------------ | --------------------------------------------------------- | ------ |
| 1951      | Miss Susan                      |                          | Primeiro trabalho na televisão                            | [ 8 ]  |
| 1952      | Wheel of Fortune                |                          | Apresentadora                                             | [ 36 ] |
| 1953-1956 | The Philco Television Playhouse | Vários                   | 4 episódios                                               | [ 36 ] |
| 1953-1957 | Studio One                      | Vários                   | 6 episódios                                               | [ 36 ] |
| 1954-1957 | Goodyear Television Playhouse   | Vários                   | 5 episódios                                               | [ 36 ] |
| 1954-1960 | The United States Steel Hour    | Vários                   | 8 episódios                                               | [ 36 ] |
| 1956-1957 | Masquerade Party                |                          | Apresentadora                                             | [ 36 ] |
| 1957      | What's It For?                  |                          | Apresentadora                                             | [ 36 ] |
| 1957-1967 | I've Got a Secret               |                          | Apresentadora                                             | [ 4 ]  |
| 1958      | Playhouse 90                    | Kitty Duval              | Episódio: "The Time of Your Life"                         | [ 31 ] |
| 1958-1959 | Today Show                      | Today Show Girl          | Apresentadora                                             | [ 4 ]  |
| 1959      | The Ballad of Louie the Louse   | Tina Adams               | Telefilme                                                 | [ 70 ] |
| 1968      | A Punt, a Pass, and a Prayer    | Nancy Aragon             | Telefilme                                                 | [ 71 ] |
| 1969-1970 | Girl Talk                       |                          | Apresentadora                                             | [ 36 ] |
| 1977-1979 | Candid Camera                   |                          | Apresentadora                                             | [ 36 ] |
| 1980      | CHiPs                           | Ela mesma                | Episódio: "The Great 5K Star Race and Boulder Wrap Party" | [ 72 ] |
| 1980-1981 | Number 96                       | Maureen Galloway         | Papel recorrente                                          | [ 73 ] |
| 1981      | Isabel's Choice                 | Ellie Fineman            | Telefilme                                                 | [ 36 ] |
| 1982      | As the World Turns              | Suz Baker                | Papel recorrente                                          | [ 39 ] |
| 1982      | The Love Boat                   | Millicent Holton         | Episódio: "She Brought Her Mother Along"                  | [ 36 ] |
| 1983      | T. J. Hooker                    | Anne Armstrong           | Episódio: "Vengeance Is Mine"                             | [ 36 ] |
| 1985-1989 | Murder, She Wrote               | Lila Norris; Valerie     | 2 episódios                                               | [ 36 ] |
| 1987      | Charles in Charge               | Gloria                   | Episódio: "The Egg and Us"                                | [ 36 ] |
| 1987      | Newhart                         | Gayle                    | Episódio: "Me and My Gayle"                               | [ 36 ] |
| 1987      | Today at 35                     | Ela mesma                | Telefilme (especial)                                      | [ 74 ] |
| 1988      | Windmills of the Gods           | Sra. Hart Brisbane       | Minissérie                                                | [ 36 ] |
| 1988      | The Goddess of Love             | Hera                     | Telefilme                                                 | [ 75 ] |
| 1989-1990 | Knots Landing                   | Virginia "Ginny" Bullock | 29 episódios                                              | [ 40 ] |
| 1990      | Deep Dish TV                    | Madge Miller             | Especial                                                  | [ 36 ] |
| 1991      | Columbo: Death Hits the Jackpot | Martha                   | Telefilme                                                 | [ 36 ] |
| 1992      | Still Not Quite Human           | Tia Mildred              | Telefilme                                                 | [ 36 ] |
| 1998      | Just Shoot Me                   | Rhonda                   | Episódio: "The Walk"                                      | [ 36 ] |
| 2000      | Hang Time                       | Doce velhinha            | Episódio: "A Night to Remember"                           | [ 36 ] |
| 2001      | Freaky Links                    | Betty                    | Episódio: "Subject: Sunrise at Sunset Streams"            | [ 36 ] |